# قائمة ألعاب تستخدم محرك آيدي تيك 3
- أمريكان مكجيز أليس (2000)
- كول أوف ديوتي (2003)
  - كول أوف ديوتي: يونايتد أوفينسف (2004)
  - كول أوف ديوتي (2009)
- دارك سالفيشن (2009)
- هيفي ميتال: ف.أ.ك.ك.² (2000)
- آيرون جريب: وورلورد (2008)
- جيمس بوند 007: أيجنت أندر فاير (2001)
  - جيمس بوند 007: إفريثينج أو نثينج (2004)
- ميدل أوف أونر: ألايد أسولت (2002)
- كويك III أرينا (1999)
  - كويك III: تيم أرينا (2000)
- كويك لايف (2010)
- عودة إلى قلعة ولفينشتاين (2001)
- سفريتي (لعبة فيديو) (2007)
- سولجر أوف فورتون II: دبل هليكس (2002)
- ستار تريك: فوياجر إليت فورس (2000)
- ستار تريك: إليت فورس II (2003)
- ستار وورز جدي نايت II: جدي أوتكاست (2002)
- ستار وورز جدي نايت: جدي أكاديمي (2003)
- ولفينشتاين: إنمي تريتوري (2003)